# Chapelle des Pénitents de Tence
Pour les articles homonymes, voir Chapelle des Pénitents et Chapelle des Pénitents blancs.
La chapelle des Pénitents est un édifice situé à Tence, en France.

## Localisation
La chapelle est située sur le territoire de la commune de Tence, place du Chatiague, dans le département  de la Haute-Loire, en région Auvergne-Rhône-Alpes.

## Description
Les pénitents construisent une chapelle au début du XVIIIe siècle. Cette chapelle, vendue comme bien national à la Révolution est dévastée. Elle est reconstruite sur le même emplacement en 1813 par un maçon du nom de Sarda. Le plafond peint est dû à Jean Portal. Les boiseries, du sculpteur Jules Balme, ne furent installées qu'en 1870 et les vitraux en 1873. La chaire a été réalisée en 1882 par Napoléon Richard (un des recteurs de la confrérie). La chapelle, de plan très classique (une nef unique et un chœur à abside semi-circulaire) abrite un véritable musée de la confrérie.
La chapelle était le point de départ pour les processions du Jeudi saint et de la Fête-Dieu. L'arrondi de cette chapelle est probablement le reste d'une tour qui protégeait le bourg au Moyen Âge.

## Historique
La confrérie des pénitents blancs du Saint-Sacrement de Tence a été fondée le 13 avril 1652. 
La chapelle est inscrite au titre des monuments historiques par arrêté du 21 juin 1999.

## Valorisation du patrimoine
La chapelle est ouverte au public et abrite un musée d'art religieux qui retrace l'histoire des pénitents blancs. Des visites guidées sont également disponibles pour les visiteurs,.

## Protection
Éléments protégés : la chapelle, y compris son décor intérieur comprenant notamment la chaire, les stalles, les vestiaires et chasubliers de la sacristie.

## Galerie

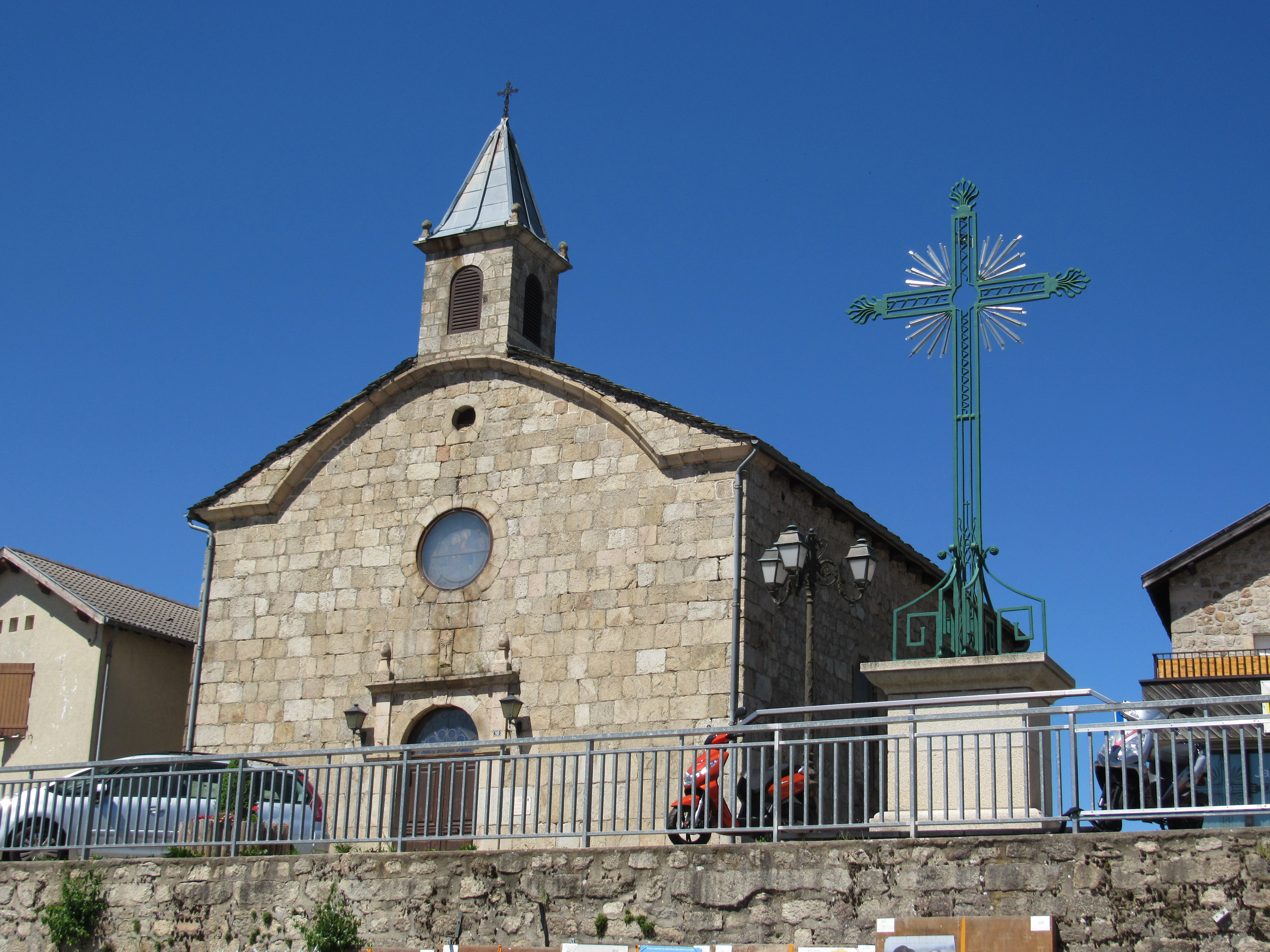
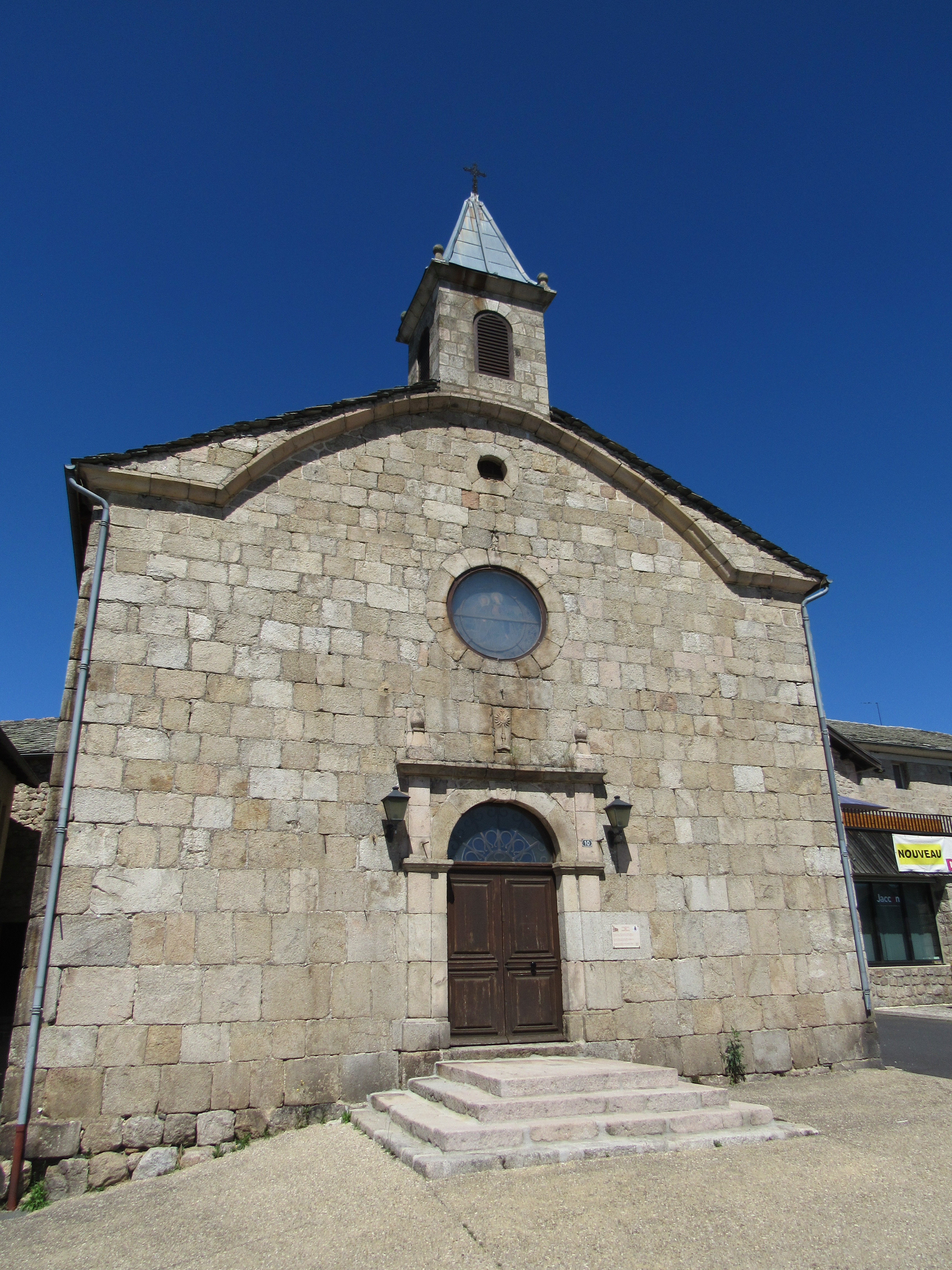
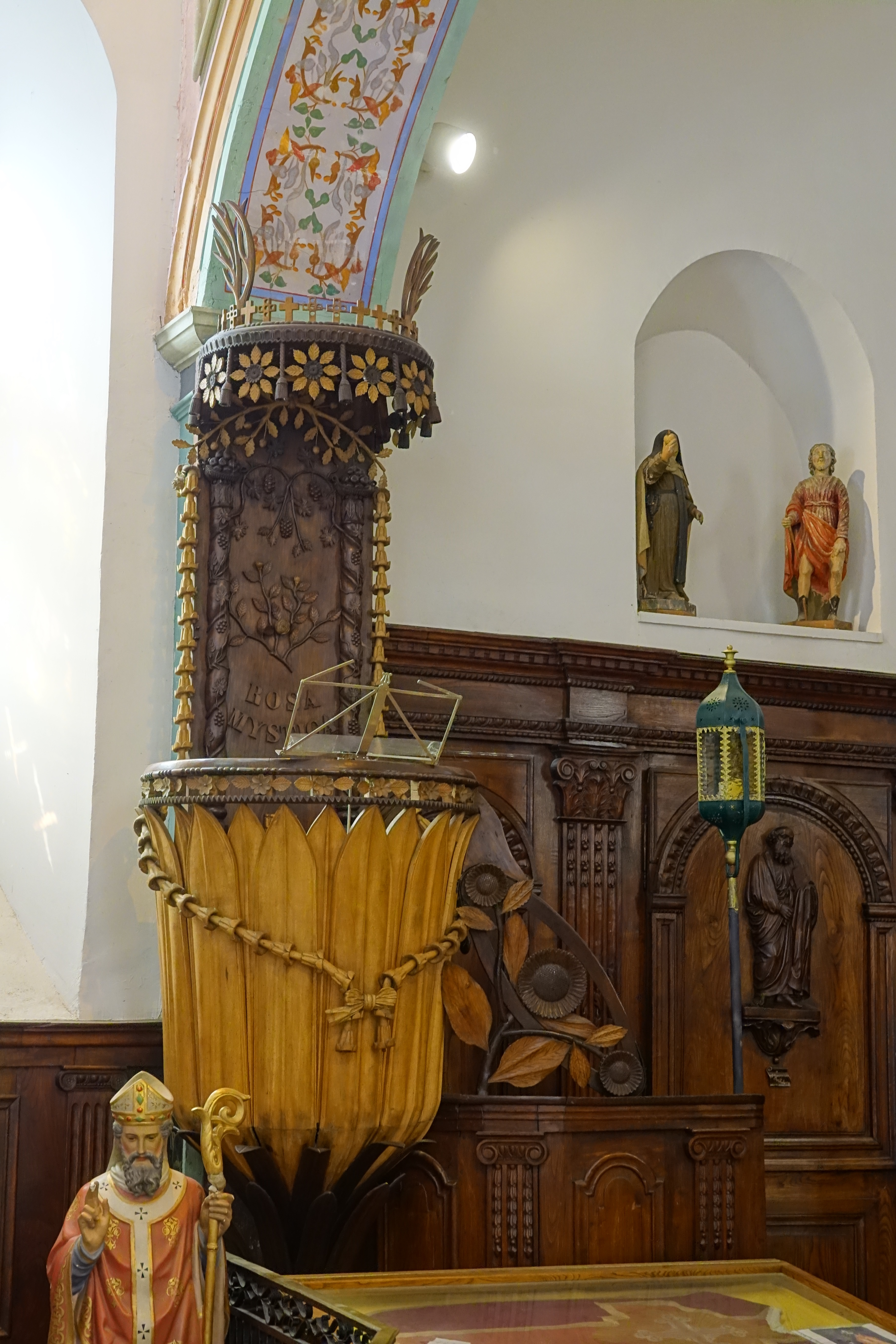